# Møteplassen
Møteplassen är en bergstopp i Antarktis. Den ligger i Östantarktis. Norge gör anspråk på området. Toppen på Møteplassen är 1 880 meter över havet, eller 308 meter över den omgivande terrängen. Bredden vid basen är 4,8 km.
Terrängen runt Møteplassen är platt österut, men västerut är den kuperad. Trakten är obefolkad. Det finns inga samhällen i närheten.